# Objetivo de Desarrollo Sostenible 10
El Objetivo de Desarrollo Sostenible 10 trata sobre alianzas para los objetivos y es uno de los 17 Objetivos de Desarrollo Sostenible establecidos por las Naciones Unidas en 2015. 
El ODS 10 es: "Reducir la desigualdad en y entre los países".
El Objetivo tiene metas que deben alcanzarse para 2030. El progreso hacia las metas se medirá mediante indicadores.

## Organizaciones
Varias organizaciones mundiales se han comprometido a avanzar hacia el ODS 10 de diversas formas, por ejemplo:
- Fondo Monetario Internacional
- Organización para la Cooperación y el Desarrollo Económicos
- Organización de las Naciones Unidas
- Foro Económico Mundial
- Organización Montserrat Ravello